# Skiathos
Skiathos (grekiska: Σκιάθος) är en ö i den grekiska ögruppen Sporaderna, som ligger i Egeiska havet. Ön har cirka 6 000 invånare.

## Geografi
Skiathos har en yta på 47 km². Huvudorten Skiathos ligger på öns östra sida. Nordost om huvudorten ligger Skiathos internationella flygplats.
Ön har mer än 60 badstränder; de mest kända är Banana Beach, Koukounaries och Megali Ammos. Stranden Koukounaries är en av Europas främsta, enligt Apollo.

## Historia
Ön har varit under flera olika herravälden genom historien, men har sedan 1829 tillhört Grekland, med undantag för den tyska ockupationen under andra världskriget.
Skiathos store son är författaren Alexandros Papadiamantis (1851–1911), som skrev flera romaner och noveller om livet på ön. Nu är både flygplatsen och öns största gågata uppkallad efter honom.

## Övrigt
En mindre del av inspelningen av filmen Mamma Mia! ägde rum på ön.